# One Hot Minute
One Hot Minute šesti je studijski album američkog rock sastava Red Hot Chili Peppers, objavljen 12. rujna 1995. pod etiketom Warner Bros. Recordsa. Globalni uspjeh ranijeg albuma, Blood Sugar Sex Magik (1991.), izazvao je osjećaj nelagode kod gitarista Johna Frusciantea glede njihovog statusa što je na kraju i rezultiralo njegovim napuštanjem sastava usred turneje 1992. godine.
One Hot Minute jedini je album na kojem se kao gitarist pojavljuje Dave Navarro čija je prisutnost uvelike izmijenila zvuk Red Hot Chili Peppersa. Album sadrži manje seksualnih tema u odnosu na ranije te istražuje mračnije stvari poput uporabe narkotika, depresije, boli i žalosti. Također je označio (ponovnu) uporabu heavy metal rifova. Pjevač Anthony Kiedis, koji je 1994. nastavio s ovisnošću o kokainu nakon što je bio "čist" više od pet godina, tekstopisanju je pristupio s pogledom na drogu i njene teške posljedice.
Album je bio komercijalno razočaranje unatoč tri hit singla i dostizanju broja četiri na ljestvici Billboard 200. Prodan je u dvostruko manje primjeraka nego Blood Sugar Sex Magik te je dobio puno manju podršku kritike. Navarro je u konačnici 1998. napustio sastav zbog kreativnih razlika.

## Popis pjesama
| Br. | Skladba               | Trajanje |
| --- | --------------------- | -------- |
| 1.  | »Warped«              | 5:04     |
| 2.  | »Aeroplane«           | 4:45     |
| 3.  | »Deep Kick«           | 6:33     |
| 4.  | »My Friends«          | 4:02     |
| 5.  | »Coffee Shop«         | 3:08     |
| 6.  | »Pea«                 | 1:47     |
| 7.  | »One Big Mob«         | 6:02     |
| 8.  | »Walkabout«           | 5:07     |
| 9.  | »Tearjerker«          | 4:19     |
| 10. | »One Hot Minute«      | 6:23     |
| 11. | »Falling into Grace«  | 3:48     |
| 12. | »Shallow Be Thy Game« | 4:33     |
| 13. | »Transcending«        | 5:46     |

## Izvođači
- Michael "Flea" Balzary – bas-gitara, prateći vokali
- Dave Navarro – gitara, prateći vokali
- Anthony Kiedis – vokali
- Chad Smith – bubnjevi

### Dodatni izvođači
- Keith "Tree" Barry – violina na "Tearjerker"
- Jimmy Boyle – prateći vokali
- Lenny Castro – udaraljke na "Walkabout", "My Friends", "One Hot Minute", "Deep Kick" i "Tearjerker"
- Aimee Echo – prateći vokali na "One Hot Minute" i "One Big Mob"
- Gurmukh Kaur Khalsa – pojanje na "Falling into Grace"
- John Lurie – harmonika na "One Hot Minute"
- Stephen Perkins – udaraljke na "One Big Mob"
- Kristen Vigard – prateći vokali na "Falling into Grace"

### Produkcija
- Stephen Marcussen – mastering
- Rick Rubin – producent
- Dave Sardy – tonac za miksanje i snimanje
- Dave Schiffman – tonac
- Don C. Tyler – digitalni urednik